# Bréguet – Sabin (Paris metro)
Bréguet – Sabin är en tunnelbanestation i Paris metro för linje 5. Stationen öppnades 1906 och är belägen under Boulevard Richard-Lenoir, nära Rue Bréguet och Rue Saint-Sabin.
En scen i filmen Frantic från 1988, regisserad av Roman Polański och med Harrison Ford i huvudrollen, spelades in på denna station.

## Bilder

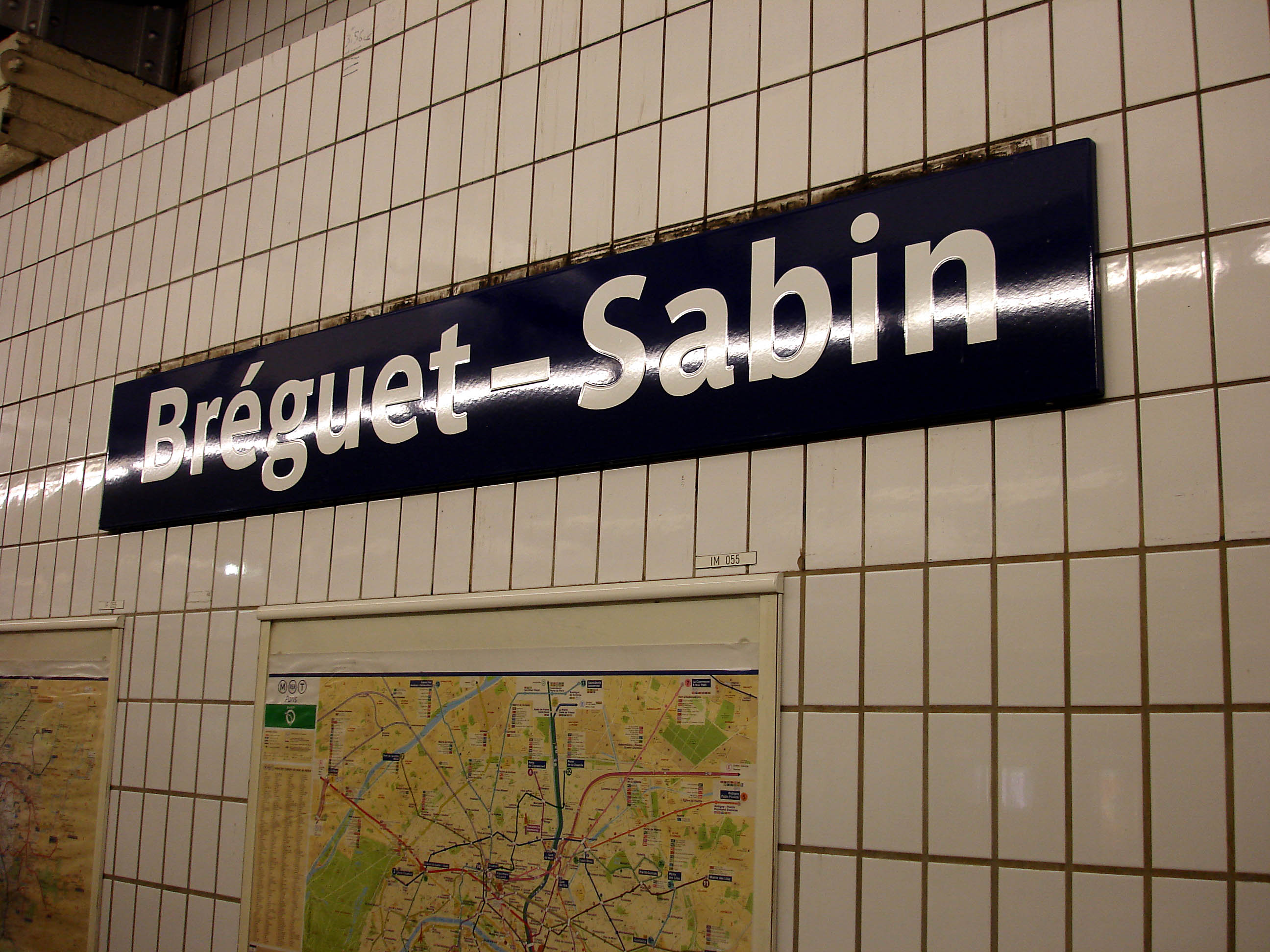